# 左方郁子
左方 郁子（さかた ふみこ、1936年 - ）は、日本の歴史作家。
福岡県北九州市生まれ。奈良女子大学文学部史学科卒業後、立命館大学大学院文学研究科修了。立命館大学元教授で歴史家の奈良本辰也に師事した。

## 主な著作
- 『財政再建の哲学-二宮尊徳 これが“尊徳流"危機突破法だ!』PHP研究所、1983年6月
- 『こうして豪商になった - 商才とは何か』力富書房、1986年
- 『春日局おもしろ事典』紀行社・新人物往来社、1988年11月
- 『江戸の経営コンサルタント』博文館新社、1988年
- 『人質の歴史 - 陰の日本史』廣済堂出版、1989年
- 『法然 - 京都・宗祖の旅』淡交社、1990年
- 『エキゾチック京都』（符川寛写真）淡交社、1990年
- 『世を拓く　一身にして二世を経る』ダイヤモンド社、1990年
- 『日野富子の生涯　乱世を翔ぶ』徳間書店、1994年
- 『誰も知らなかった徳川慶喜』勁文社、1997年
- 『京都謎とき散歩　古都1200年のロマンを訪ねて』廣済堂出版、1997年
- 『京都のお寺・神社謎とき散歩　歩いて訪ねる古都のご利益さん』廣済堂出版、1998年
- 『史伝 前田利家』学研Ｍ文庫、2002年

## 共編著
- 黒部亨編『利休七哲／細川三斎：休無・細川忠隆の遺書』講談社、1990年
- 『天皇の都宮都再発見』読売新聞社、1994年
- 佐藤英子共著『源氏物語百華』三修社、2004年